# 萩原村 (香川県)
萩原村（はぎはらむら）は、かつて香川県にあった村。

## 沿革
- 1890年（明治23年）2月15日 - 町村制施行により豊田郡萩原村が村制施行し、萩原村が発足。
- 1899年（明治32年）3月16日 - 郡の統合により三豊郡に所属。
- 1955年（昭和30年）2月11日 - 三豊郡大野原村、五郷村と合併し大野原町を新設して消滅。